# Maggie Winters
Maggie Winters (1998-1999) – amerykański serial komediowy nadawany przez stację CBS od 30 września 1998 roku do 3 lutego 1999 roku. W Polsce emitowany był dawniej na kanale Polsat.

## Opis fabuły
Serial opowiada o kobiecie zwanej Maggie Winters, która przeprowadza się do swojej matki Estelle w mieście Shelbyville w stanie Indiana oraz otrzymuje pracę w lokalnym domu towarowym.

## Obsada
- Faith Ford jako Maggie Winters
- Shirley Knight jako Estelle Winters
- Jenny Robertson jako Robin Foster
- Alex Kapp Horner jako Lisa Harte
- Brian Haley jako Tom Vanderhulst
- Clea Lewis jako Rachel Tomlinson
- Robert Romanus jako Jeff Foster

## Spis odcinków
| N/o            | Tytuł angielski                            |
| -------------- | ------------------------------------------ |
|                |                                            |
| SERIA PIERWSZA |                                            |
|                |                                            |
| 01             | Total Eclipse                              |
|                |                                            |
| 02             | Maggie's Master Plan                       |
|                |                                            |
| 03             | Likable Maggie                             |
|                |                                            |
| 04             | Mama's Got a Brand New Bag                 |
|                |                                            |
| 05             | Suburban Myth                              |
|                |                                            |
| 06             | Singles Night                              |
|                |                                            |
| 07             | Friend or Faux                             |
|                |                                            |
| 08             | And Those Who Can't                        |
|                |                                            |
| 09             | Angstgiving Day                            |
|                |                                            |
| 10             | Dinner at Rachel's                         |
|                |                                            |
| 11             | When Sonny Gets Blue                       |
|                |                                            |
| 12             | You'll Never Walk Alone in This Town Again |
|                |                                            |
| 13             | Working Robin                              |
|                |                                            |
| 14             | Sometimes You Feel Like a Nut              |
|                |                                            |
| 15             | Suffering Estelle                          |
|                |                                            |
| 16             | Girls Night Out                            |
|                |                                            |
| 17             | Spare Me                                   |
|                |                                            |
| 18             | Three for the Seesaw                       |
|                |                                            |